# Langste dag

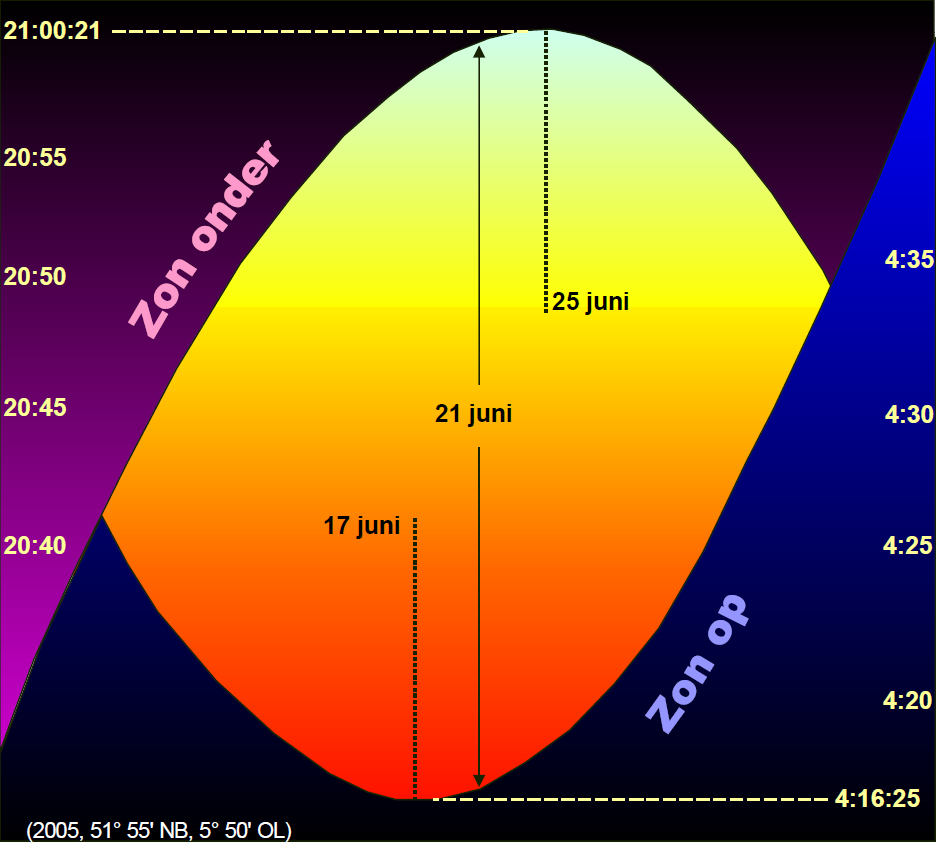
Het verloop van de langste dagen in het jaar 2005, voor een plaats in het midden van Nederland (weergegeven in wintertijd)

De term langste dag is een aanduiding voor de dag in het jaar op de Aarde met de langste tijd tussen zonsopkomst en zonsondergang. Op het noordelijk halfrond van de aarde valt deze dag elk jaar rond 21 juni en wordt deze dag zomerpunt genoemd. Op het zuidelijk halfrond is het omgekeerd; daar valt de langste dag omstreeks 21 december. Dit artikel beschrijft de langste dag verder vanuit het gezichtspunt van het noordelijk halfrond.
De langste dag valt niet steeds precies op 21 juni. In 2005 was het bijvoorbeeld inderdaad op die datum, maar meestal is het een of twee dagen eerder en een enkele keer op 22 juni. Met langste dag wordt niet de lengte van het etmaal bedoeld (want die blijft 24 uur), maar de tijd tussen zonsopgang en zonsondergang.
Dat de tijd ertussen het langst is, wil niet zeggen dat op die dag de vroegste zonsopkomst en de laatste zonsondergang plaatsvinden, want deze vallen niet samen. Dit wordt veroorzaakt doordat de baan van de aarde om de zon geen perfecte cirkel maar een ellips vormt (met het aphelium in juli). In 2005 kwam de zon het vroegst op op 17 juni en ging het laatst onder op de 25e. Er zitten acht dagen tussen deze twee momenten. In het midden van die periode is het verschil tussen zonsopkomst en zonsondergang het grootst. Het plaatje, dat geldt voor 2005 voor een plaats in het midden van Nederland, maakt deze periode aanschouwelijk.
De langste dag is ongeveer de dag waarop de zonnewende (zomerwende) plaatsvindt. Dit zomerpunt is het noordelijkste punt van de schijnbare zonnebaan (ecliptica). Deze gebeurtenis luidt het begin van de astronomische zomer in.
De kortste dag valt in de dagen rond 21 december.

## Paganisme
Een paganistische benaming voor de langste dag is Litha. Op de vooravond van deze dag vierde men in Noord-Europa traditioneel met grote vuren dat de zomergod (Baldr) nu op het toppunt van zijn krachten was.